# Balkova Lhota
Balkova Lhota är en ort i Tjeckien.   Den ligger i regionen Södra Böhmen, i den centrala delen av landet, 70 km söder om huvudstaden Prag. Balkova Lhota ligger 495 meter över havet och antalet invånare är 122.
Terrängen runt Balkova Lhota är lite kuperad. Runt Balkova Lhota är det tätbefolkat, med 383 invånare per kvadratkilometer. Närmaste större samhälle är Tábor, 5,5 km sydost om Balkova Lhota. Trakten runt Balkova Lhota består till största delen av jordbruksmark.